# Tephrosia langlassei
Tephrosia langlassei är en ärtväxtart som beskrevs av Marc Micheli. Tephrosia langlassei ingår i släktet Tephrosia och familjen ärtväxter. Inga underarter finns listade i Catalogue of Life.